# Leptoporodota tambachensis
Leptoporodota tambachensis – gatunek chrząszcza z rodziny kusakowatych i podrodziny rydzenic.
Gatunek ten opisał po raz pierwszy w 1995 roku Roberto Pace na łamach „Revue suisse de Zoologie”. Jako lokalizację typową wskazano Tambach we wschodnich okolicach Eldoretu w  Kenii.
Chrząszcz o błyszczącym, wydłużonym w zarysie ciele długości 2,1 mm. Głowa jest rudożółta, o silnie zatartym punktowaniu, ale wyraźnym siateczkowaniu. Czułki mają człony pierwszy i drugi żółto, a człony pozostałe rudożółto ubarwione. Oczy są nieco zredukowane, ale nie tak małe jak u L. kiboensis. Rudożółte przedplecze ma wyraźne siateczkowanie. Na rudych, dłuższych od przedplecza pokrywach występuje dobrze widoczne siateczkowanie oraz silnie zatarte ziarenkowanie. Kolor odnóży jest żółty. Odwłok jest rudożółty z rudymi wolnym urotergitem czwartego segmentu i podstawą urotergitu piątego segmentu. Genitalia samicy odznaczają się odwrotnie S-kształtną spermateką o rozszerzonej części proksymalnej i głębokim zagięciu wierzchołkowym części dystalnej.
Owad afrotropikalny, znany wyłącznie z Kenii. Spotkany na rzędnych 2000 m n.p.m.